# Hera Hilmar

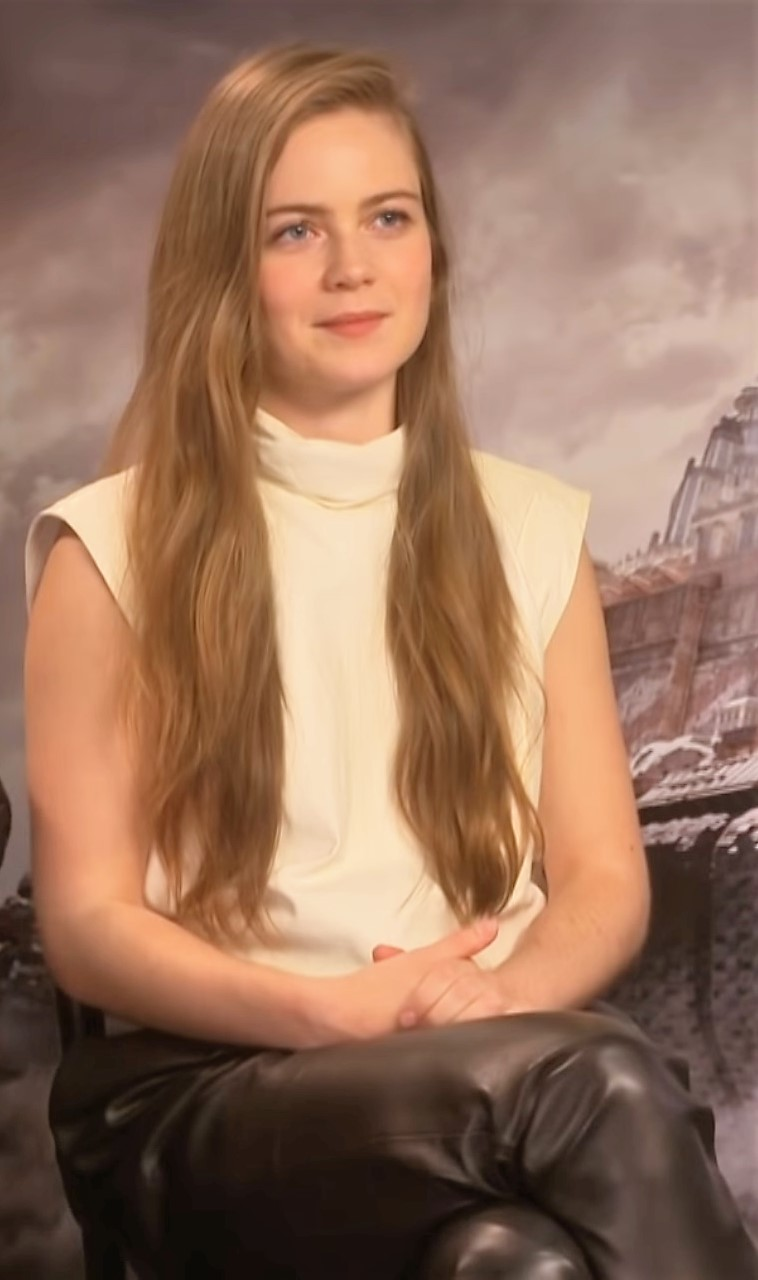
Hera Hilmar im Gespräch mit MTV (2018)

Hera Hilmar (* 27. Dezember 1988 als Hera Hilmarsdóttir) ist eine isländische Schauspielerin.

## Leben
Hera Hilmar wurde als Tochter des Regisseurs Hilmar Oddsson und der Schauspielerin Þórey Sigþórsdóttir geboren. Ihr Großvater war der Dramatiker und Theaterregisseur Oddur Björnsson (1932–2011).
Ab 1995 übernahm sie erste Rollen in Filmproduktionen ihres Vaters. 2007 spielte sie in Guðný Halldórsdóttirs Drama Veðramót die Rolle der Dísa. Für diese Leistung war sie bei der Edda-Preisverleihung 2007 in der Kategorie Schauspielerin des Jahres (Leikkona ársins í aðalhlutverki) nominiert. Von 2008 bis 2011 studierte Hera Hilmar Professional Acting an der London Academy of Music and Dramatic Art (LAMDA).
International wurde Hera Hilmar erstmals 2012 mit einer kleinen Rolle in Joe Wrights Tolstoi-Verfilmung Anna Karenina wahrgenommen. Ihren Durchbruch hatte sie mit der Fernsehserie Da Vinci’s Demons, bei der sie in drei Staffeln die Rolle der Vanessa Moschella übernahm. Bei der Berlinale 2015 wurde sie als eine der europäischen „Shooting Stars“ des Jahres ausgezeichnet.
Es folgten Rollen in den internationalen Filmen Inside Wikileaks – Die fünfte Gewalt, Rettet Weihnachten! und Alleycats – Tödliche Lieferung. 2016 war Hera Hilmar in Baltasar Kormákurs Thriller Der Eid in einer Hauptrolle zu sehen.
2018 übernahm Hera Hilmar eine Rolle in der von Peter Jackson produzierten Verfilmung des Steampunk-Romans Mortal Engines.

## Filmografie (Auswahl)
- 1995: Tränen aus Stein (Tár úr steini)
- 1998: Sporlaust
- 2007: Veðramót
- 2007: Skaup (Fernsehfilm)
- 2008: Smáfuglar (Kurzfilm)
- 2010: Hamarinn (Miniserie, 4 Episoden)
- 2012: Anna Karenina
- 2012: Die Tore der Welt (Miniserie, 2 Episoden)
- 2012: Halb so alt wie sie (Leaving, Fernsehserie, 3 Episoden)
- 2013: We Are the Freaks
- 2013–2015: Da Vinci’s Demons (Fernsehserie, 25 Episoden)
- 2013: Inside Wikileaks – Die fünfte Gewalt (The Fifth Estate)
- 2014: Straße der Hoffnung (Vonarstræti)
- 2014: Rettet Weihnachten! (Get Santa)
- 2016: Alleycats – Tödliche Lieferung (Alleycats)
- 2016: Der Eid (Eiðurinn)
- 2016: Harley & the Davidsons – Legende auf zwei Rädern (Harley and the Davidsons, Miniserie, 2 Episoden)
- 2017: Der Offizier: Liebe in Zeiten des Krieges (The Ottoman Lieutenant)
- 2017: An Ordinary Man
- 2017: Sumarbörn
- 2018: The Ashram
- 2018: Mortal Engines: Krieg der Städte (Mortal Engines)
- 2018: The Romanoffs (Fernsehserie, Episode 1x08)
- 2019–2022: See – Reich der Blinden (See, Fernsehserie, 24 Episoden)
- 2022: Svar við bréfi Helgu
- 2022: Á Ferð með Mömmu